# Scraptia setipes
Scraptia setipes es una especie de coleóptero de la familia Scraptiidae.

## Distribución geográfica
Habita en Sri Lanka.